# Synixais fuscomaculata
Synixais fuscomaculata là một loài bọ cánh cứng trong họ Cerambycidae.